# Kiya
Kiya (... – Akhetaton, prima del 1334 a.C.?) è stata una delle mogli del faraone Akhenaton (1351 a.C. - 1334/3 a.C.) della XVIII dinastia egizia. Meno presente nelle fonti primarie rispetto alla Grande sposa reale Nefertiti, il suo nome inusuale potrebbe suggerire un'origine mitannica. Le evidenze archeologiche dimostrano che Kiya fu una figura influente a corte, intorno alla metà del regno di Akhenaton, quando gli diede anche una figlia. Scomparve completamente dalle fonti pochi anni prima della morte del marito.

## Nome, titolatura e identificazione

### Corruzione del nomeTadukhipa?
Oltre alla identità, anche il nome Kiya è oggetto di dibattito. Diversi ritengono si trattasse di un vezzeggiativo e non di un antroponimo vero e proprio, oppure che fosse la contrazione di un nome straniero - come, ad esempio, il nome della principessa mitannica Tadukhipa (da -khipa a Kiya), figlia di re Tushratta. Tadukhipa andò in sposa al faraone Amenofi III, padre di Akhenaton, negli ultimi anni del suo regno; una delle Lettere di Amarna indica che la principessa era una ragazza, nubile, quando si sposò con il re d'Egitto. In particolare, le lettere nº27, 28 e 29 confermano che Tadukhipa entrò a far parte delle spose di Akhenaton. Di conseguenza, alcuni egittologi hanno proposto di identificare Kiya e Tadukhipa.
Per quanto concerne la sua provenienza, non esistono prove sostanziali che Kiya non fosse una nativa egiziana. L'egittologo Cyril Aldred ne interpretò il nome come una corruzione del termine egizio designante la scimmia, rendendo di fatto inutile l'ipotesi che fosse una straniera. 

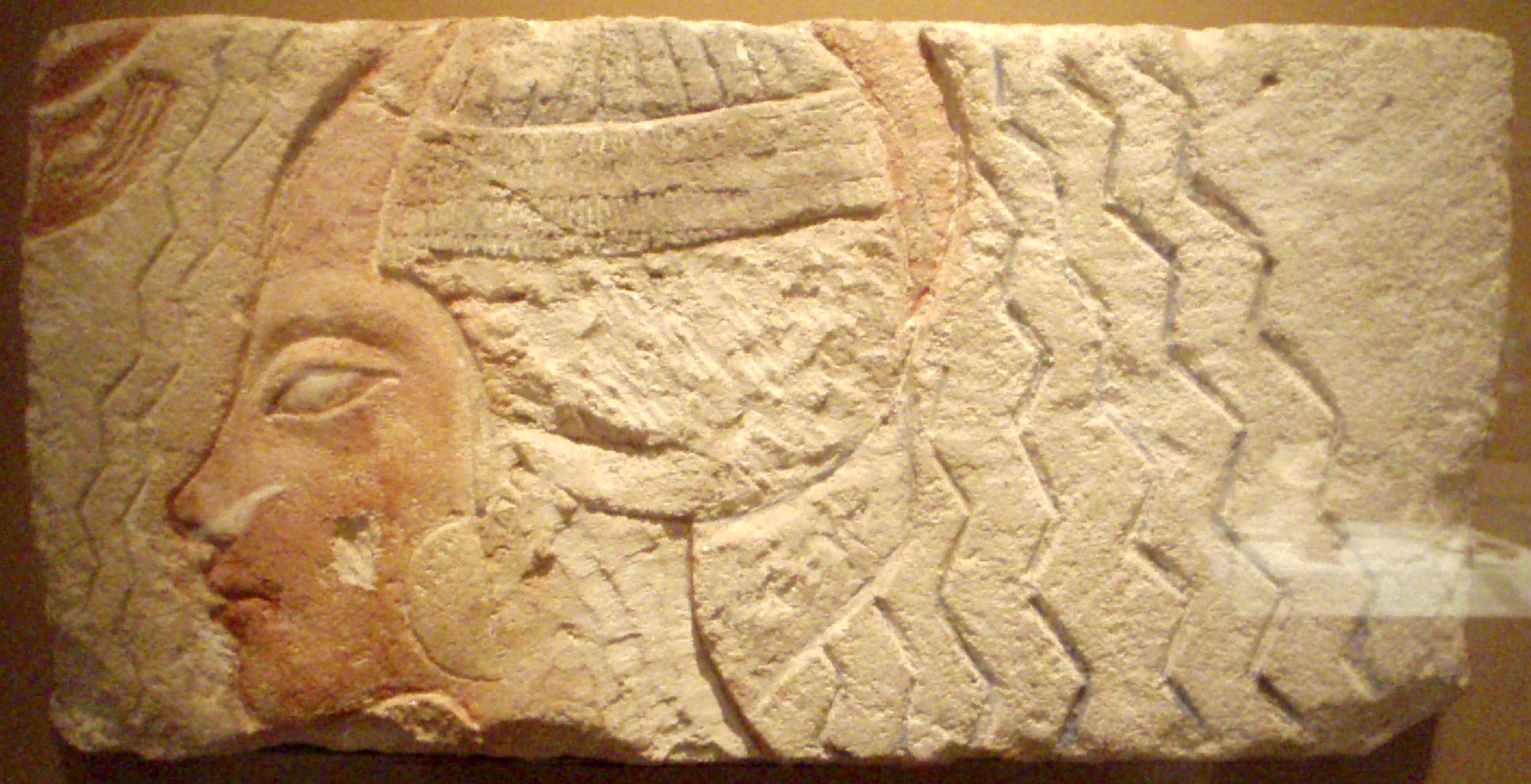
Rilievo amarniano raffigurante una donna generalmente identificata con Kiya (a causa della tipica parrucca nubiana). Metropolitan Museum of Art, New York.

### Titolatura
Nelle iscrizioni Kiya ha i titoli di "Favorita" e "Molto Amata", ma mai di "Principessa ereditaria" o Grande sposa reale, il che può suggerire un'origine straniera o comunque esterna alla famiglia reale egizia. Questo il suo titolo completo:
L'uso del nome di Aton nel titolo la lega chiaramente ad Akhenaton e a nessun altro faraone. È stato ora accertato, tramite esami del DNA, che la mummia conosciuta come KV35 Younger Lady è la madre del re Tutankhamon e sorella della mummia KV55, che sempre dal DNA risulta essere il padre di Tutankhamon: il giovane re quindi sarebbe figlio di due fratelli entrambi figli di Amenofi III e la Grande sposa reale Tiy. Poiché Nefertiti non era sorella di Akhenaton, non poteva essere, di conseguenza, la madre di Tutankhamon e non poteva esserlo nemmeno Kiya Il nome di Kiya era espresso in geroglifici: 
|                   |     |    |    |    |
| \| \| \| \| \| \| |     |    |    |    |
|                   |     |    |    |    |
| V31               | M17 | Z4 | G1 | B7 |

| V31 | M17 | Z4 | G1 | B7 |

|                   |     |    |    |    |
| \| \| \| \| \| \| |     |    |    |    |
|                   |     |    |    |    |
| V31               | M17 | Z4 | G1 | B7 |

| V31 | M17 | Z4 | G1 | B7 |

da leggere Kiya. È stata rinvenuta anche la diversa grafia:
|             |         |    |
| \| \| \| \| |         |    |
|             |         |    |
| kA          | Z4 · G1 | B7 |

| kA | Z4 · G1 | B7 |

|             |         |    |
| \| \| \| \| |         |    |
|             |         |    |
| kA          | Z4 · G1 | B7 |

| kA | Z4 · G1 | B7 |

da leggere Kaia, identificabile, forse, come vezzeggiativo di ka, uno dei nomi dell'anima nelle credenze egizie.

## Evidenze archeologiche della vita di Kiya

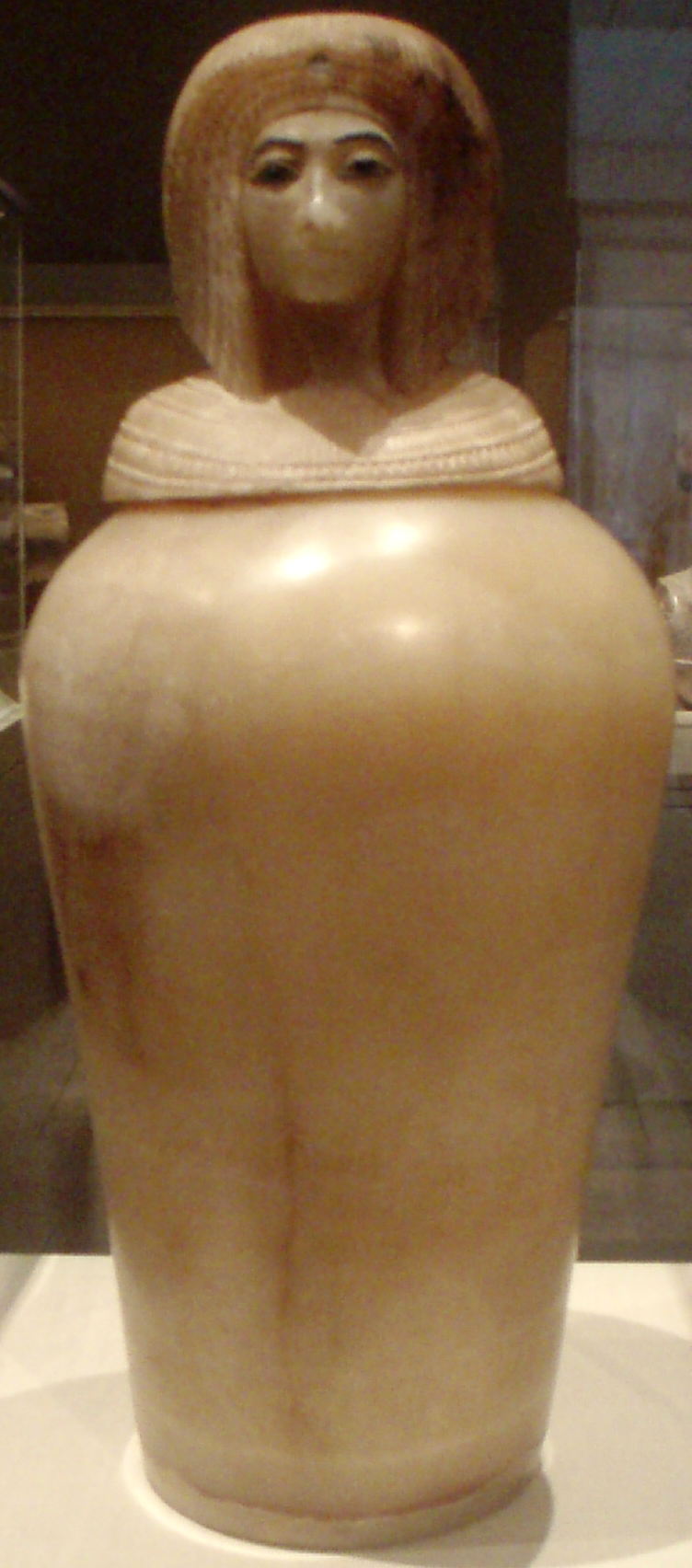
Vaso canopo di Kiya. Metropolitan Museum of Art, New York.

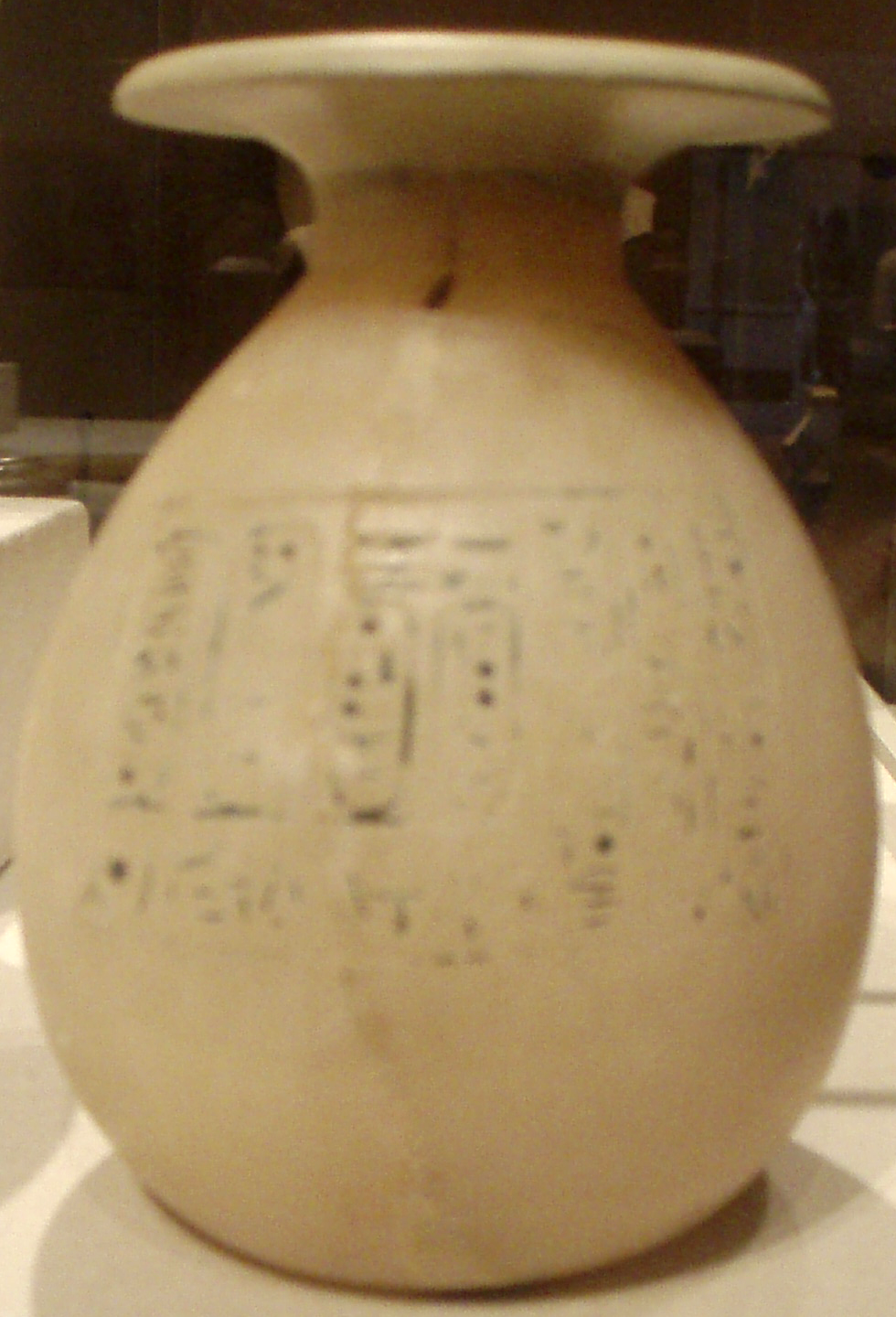
Il vasetto d'alabastro con il nome di Kiya, decisivo per la sua scoperta. Metropolitan Museum of Art, New York.

Kiya venne scoperta nel 1959, quando il suo nome con i titoli venne notato su un piccolo contenitore di cosmetici al Metropolitan Museum of Art, che lo aveva acquisito un trentennio prima, senza che la provenienza fosse nota, dall'egittologo Howard Carter. Diversi reperti del suo corredo funerario sono stati recuperati, come il sarcofago istoriato della tomba KV55 nella Valle dei Re e una serie di canopi, dal nome sfortunatamente cancellato ma rimasto leggibile su un contenitore con tracce dello stesso su una serie di canopi che la rappresentano. Gli egittologi inglesi Aidan Dodson e Dyan Hilton hanno osservato: 
(Aidan Dodson, Dyan Hilton)

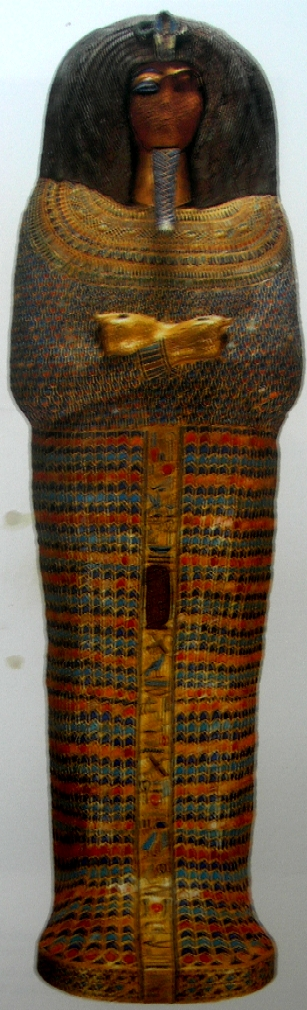
Il sarcofago rinvenuto nella tomba KV55, originariamente costruito, forse, per Kiya. Museo egizio del Cairo.

Akhenaton e la famiglia reale vissero a Tebe durante i primi quattro anni di regno del faraone, il quale stabilì la capitale ad Akhetaton (e vi si insediò) solamente nel 5º anno di regno. Kiya non è attestata durante questo primo periodo; compare invece nelle iscrizioni, fra le mogli di Akhenaton, dopo lo spostamento ad Akhetaton. Vi sono chiare indicazioni che un tempio, il Maru-Aton, cioè il Tempio dell'Ombra Solare, fu eretto per lei nella zona più meridionale di Akhetaton: il suo nome vi appariva con una certa preminenza anche se l'edificio fu poi usurpato da Merytaton, primogenita di Akhenaton e regina consorte del faraone Smenkhara, la quale rimpiazzò il nome di Kiya con il proprio. Anche una cappella del Grande tempio di Aton, il Per-Aton, recava il nome di Kiya: anche in questo caso, è evidente che fu sostituito con quelli di Merytaton e Ankhesenpaaton, terzogenita di Akhenaton. Alcune delle iscrizioni raschiate indicano che Kiya ebbe una figlia, il nome della quale non si è conservato. Lo studioso Marc Gabolde ha proposto di identificare tale figlia di Kiya con la principessa Baketaton, più frequentemente designata come figlia di Amenofi III e Tiy.
Probabilmente il reperto più spettacolare riconducibile a Kiya è un sarcofago ligneo e dorato, manufatto sofisticato e costoso, scoperto nel 1907 nella tomba KV55 della Valle dei Re da parte dell'archeologo Edward R. Ayrton. Il bordo della parte inferiore reca una preghiera ad Aton che fu originariamente intesa per una donna ma successivamente modificata per riferirsi a un uomo - con errori grammaticali che lasciano trasparire il sesso femminile del defunto originario. Lo stile di questo feretro e il linguaggio delle sue iscrizioni sono facilmente riconducibili al regno di Akhenaton. Alcuni studiosi ritengono che il destinatario originario di questo sarcofago fosse proprio Kiya. La ricchezza del reperto, comparabile, nello stile, al secondo dei tre sarcofagi di Tutankhamon, proverebbe l'elevato status di Kiya alla corte di Akhenaton. 
Vari egittologi hanno tentato di fornire una motivazione della preminenza di Kiya nella corte e nella vita di Akhenaton. Numerosi dibattiti sull'identificazione dei genitori di Tutankhamon, alla fine del '900 e nei primi anni 2000, hanno portato a ipotizzare Kiya come madre di Tutankhamon. Nell'evenienza che Kiya avesse generato un figlio maschio ad Akhenaton, sarebbe facile motivare gli onori unici a lei tributati. Comunque, studi genetici condotti sulle mummie reali egizie, diretti da Zahi Hawass e Carsten Pusch, hanno stabilito, nel 2010, che la madre di Tutankhamon è l'anonima mummia femminile soprannominata The Younger Lady (KV35YL), scoperta nel nascondiglio di mummie nella tomba di Amenofi II. 

## Dibattito sulla scomparsa di Kiya dalle fonti

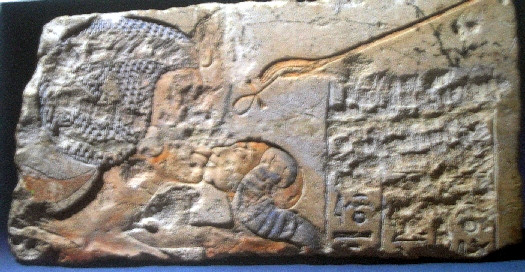
Talatat raffigurante Kiya e una bambina, cui un raggio di Aton porge l'ankh.

### Caduta in disgrazia o morte?
Kiya scomparve dalla storia nell'ultimo periodo del regno di Akhenaton (in assoluto, il lasso di tempo più oscuro per la conoscenza del suo regno). Il nome e le immagini di Kiya furono raschiati dai monumenti e rimpiazzati da quelli delle figlie di Akhenaton. L'anno preciso della sua scomparsa non è noto, anche se recenti studi autorevoli hanno proposto di collocarla tra l'11º e il 12º anno di regno di Akhenaton. Sono stati ricostruiti diversi scenari per tentare di spiegare la sua repentina sparizione dalle fonti. Ipotizzando che fosse la madre di Tutankhamon, lo studioso Nicholas Reeves ha scritto che
(Nicholas Reeves)
Sottolineando la possibilità che Kiya fosse Tadukhipa, figlia del re di Mitanni, Marc Gabolde ha ipotizzato che la donna potrebbe aver pagato il prezzo di un deterioramento dell'alleanza fra l'Egitto e Mitanni, per poi essere stata rimandata in patria. 

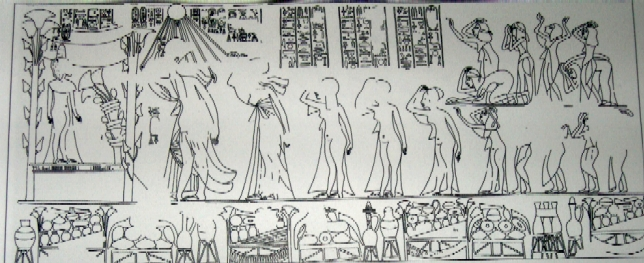
Riproduzione di una delle scene di lutto nelle Tombe dello Uadi Reale ad Akhetaton.

Non è chiaro se Kiya abbia usufruito del ricco corredo funerario preparato per lei. Nell'evenienza che la sua scomparsa dai documenti sia derivata dalla caduta in disgrazia o dall'esilio, ciò sarebbe di fatto assai improbabile. Al contrario, qualora sia morta in buoni rapporti con Akhenaton, allora avrebbe sicuramente goduto di un corredo funebre adeguato con il suo alto rango: in quest'ultimo caso, sarebbe sicuramente stata sepolta nelle Tombe dello Uadi Reale di Akhetaton, provvista di tre camere destinate, evidentemente, ai membri femminili della famiglia di Akhenaton. Almeno due, ma forse anche tre, donne regali furono inumate in quel sepolcro - fra cui Maketaton, figlia di Akhenaton (l'unica il cui nome si sia conservato nello Uadi Reale). Due camere includevano dei rilievi raffiguranti Akhenaton, Nefertiti, alcune loro figlie e alcuni cortigiani nell'atto di piangere la morte della defunta. Alcuni egittologi hanno ipotizzato che una di queste scene di lutto potrebbe riferirsi a Kiya, anche se nessun indizio sostanziale sembra suffragare questa proposta. La lettura tradizionale di queste raffigurazioni vuole che rappresentino la morte per parto di una donna regale (anche se questa lettura ha subìto vari cambiamenti). Questa interpretazione convenzionale ha dato adito alla convinzione che Kiya sia morta dando un figlio ad Akhenaton (forse lo stesso Tutankhamon), ma anche in questo caso non esistono prove precise.

## Dibattito sull'identificazione della mummia di Kiya

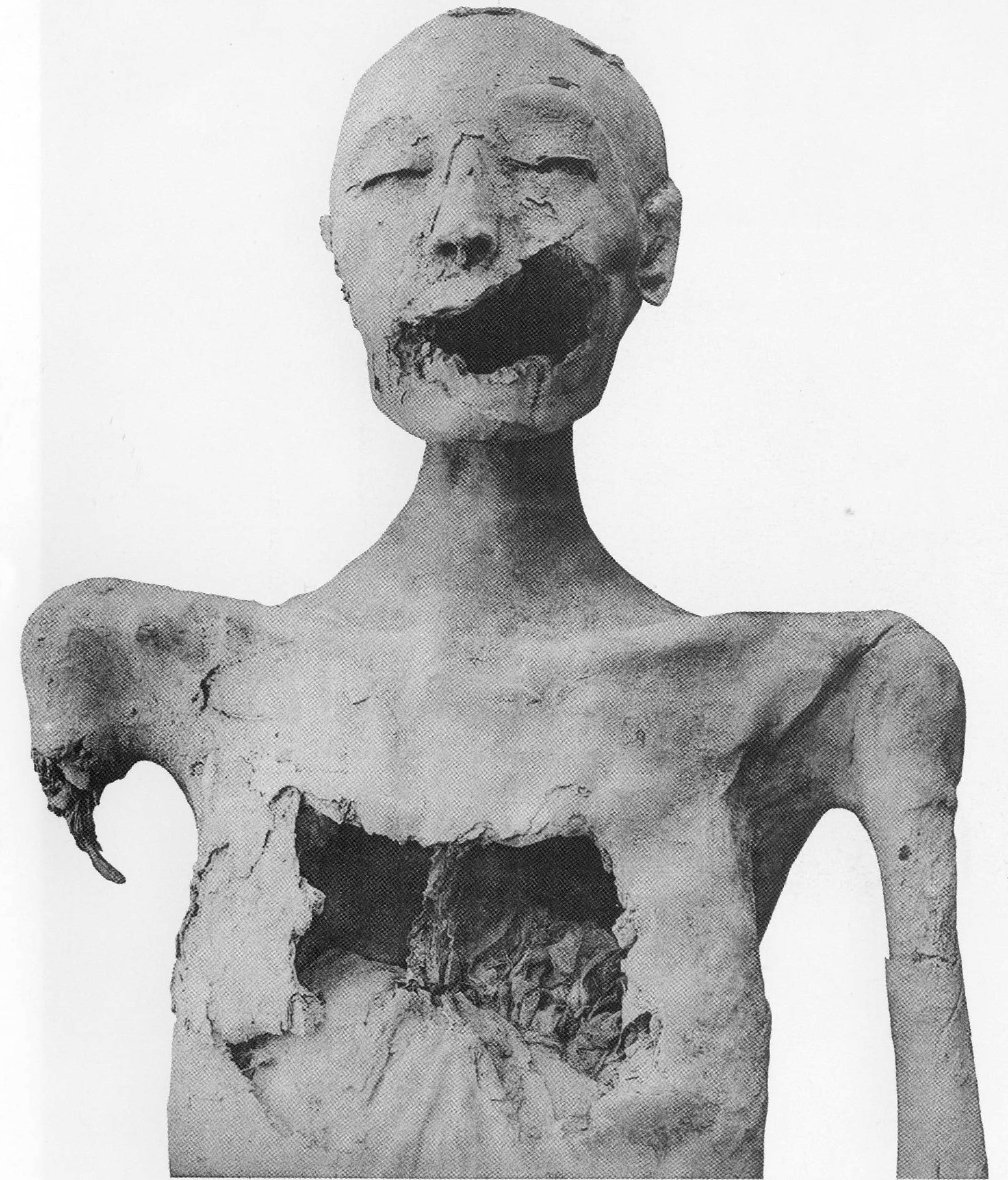
Vista frontale della Younger Lady, con la grande ferita ante-mortem sul volto e il torace fracassato dai razziatori. Fotografia di G. Elliot Smith, 1912.

### La mummiaThe Younger Lady(KV35YL)
Alcuni hanno ipotizzato che la mummia nota come The Younger Lady (KV35YL), scoperta nella tomba KV35, possa essere quella di Kiya. Secondo la Dr.ssa Joann Fletcher dell'Università di York (che, in maniera controversa, attribuì tale salma alla stessa Nefertiti) una parrucca in stile nubiano fu rinvenuta accanto alla mummia - della stessa tipologia associata a Kiya.
I risultati di un test del DNA pubblicati nel febbraio del 2010 hanno dimostrato definitivamente che la Younger Lady fu la madre di Tutankhamon e quindi, con ogni probabilità, una moglie di Akhenaton. I risultati hanno inoltre indicato la donna in questione era sorella di Akhenaton, in quanto entrambi risultarono figli di Amenofi III e della regina Tiy; di conseguenza, è impossibile che si tratti del corpo di Nefertiti, che non era sorella di Akhenaton. Questi legami di parentela escludono la possibilità che la Younger Lady sia Kiya, poiché nessun manufatto accorda a Kiya il titolo di Figlia del re o Figlia del dio. La medesima ragione porta all'esclusione di Nefertiti. Il rapporto permette di ipotizzare che le principesse Nebetah o Baketaton, figlie di Amenofi III per le quali non si ha notizia di un matrimonio con il loro fratello Akhenaton, sono le più probabili candidate a essere identificate con la Younger Lady.
L'anatomista Grafton Elliot Smith ha redatto per primo agli inizi del '900, una attenta descrizione della mummia nel corso dei suoi studi sulle mummie reali dell'Egitto faraonico. Alle sue misurazioni, la mummia risultò alta 158 centimetri e non più vecchia di 25 anni al momento della morte. Elliot Smith prese inoltre nota dei danni maggiori arrecati alla salma dai razziatori di tombe, che ne fracassarono il torace e sottrassero il braccio destro all'altezza della spalla. Già Elliot Smith ipotizzò che si trattasse di un membro della famiglia reale. In passato anche la grave ferita sul lato sinistro del viso, che distrusse parte della bocca, della mandibola e della guancia, fu ritenuta un risultato dei tombaroli, ma un ri-esame della mummia, svoltosi nell'ambito dei test genetici e delle tomografie computerizzate del 2010, ha rivelato che la ferita fu provocata prima della morte e che costituì probabilmente la causa della morte della giovane donna. Di conseguenza, la madre di Tutankhamon morì uccisa.